# North Leigh FC
North Leigh FC (celým názvem: North Leigh Football Club) je anglický fotbalový klub, který sídlí ve vesnici North Leigh v nemetropolitním hrabství Oxfordshire. Založen byl v roce 1908. Od sezóny 2018/19 hraje v Southern Football League Division One Central (8. nejvyšší soutěž). Klubové barvy jsou oranžová a černá.
Své domácí zápasy odehrává na stadionu Eynsham Park s kapacitou 2 000 diváků.

## Získané trofeje
- Oxfordshire Senior Cup ( 3× )
  - 2007/08, 2011/12, 2016/17

## Úspěchy v domácích pohárech
Zdroj: 
- FA Cup
  - 4. předkolo: 2016/17
- FA Trophy
  - 1. kolo: 2016/17
- FA Vase
  - 4. kolo: 2003/04

## Umístění v jednotlivých sezonách
Stručný přehled
Zdroj: 
- 1990–1993: Hellenic Football League (Division One)
- 1993–2008: Hellenic Football League (Premier Division)
- 2008–2017: Southern Football League (Division One South & West)
- 2017–2018: Southern Football League (Division One West)
- 2018– : Southern Football League (Division One Central)

Jednotlivé ročníky
Zdroj: 
Legenda: Z - zápasy, V - výhry, R - remízy, P - porážky, VG - vstřelené góly, OG - obdržené góly, +/- - rozdíl skóre, B - body, červené podbarvení - sestup, zelené podbarvení - postup, fialové podbarvení - reorganizace, změna skupiny či soutěže
| Sezóny  | Liga                                                 | Úroveň | Z  | V  | R  | P  | VG | OG | +/- | B  | Pozice |
| ------- | ---------------------------------------------------- | ------ | -- | -- | -- | -- | -- | -- | --- | -- | ------ |
| 2009/10 | Southern Football League (Division One South & West) | 8      | 42 | 18 | 7  | 17 | 83 | 72 | +11 | 61 | 10.    |
| 2010/11 | Southern Football League (Division One South & West) | 8      | 40 | 19 | 8  | 13 | 81 | 81 | 0   | 65 | 6.     |
| 2011/12 | Southern Football League (Division One South & West) | 8      | 40 | 21 | 5  | 14 | 90 | 63 | +27 | 68 | 6.     |
| 2012/13 | Southern Football League (Division One South & West) | 8      | 42 | 19 | 4  | 19 | 70 | 69 | +1  | 61 | 9.     |
| 2013/14 | Southern Football League (Division One South & West) | 8      | 42 | 22 | 6  | 14 | 84 | 46 | +38 | 72 | 7.     |
| 2014/15 | Southern Football League (Division One South & West) | 8      | 42 | 18 | 13 | 11 | 99 | 58 | +41 | 67 | 8.     |
| 2015/16 | Southern Football League (Division One South & West) | 8      | 42 | 21 | 5  | 16 | 79 | 53 | +26 | 68 | 9.     |
| 2016/17 | Southern Football League (Division One South & West) | 8      | 42 | 22 | 9  | 11 | 84 | 65 | +19 | 75 | 6.     |
| 2017/18 | Southern Football League (Division One West)         | 8      | 42 | 10 | 8  | 24 | 53 | 84 | -31 | 38 | 18.    |
| 2018/19 | Southern Football League (Division One Central)      | 8      | 38 |    |    |    |    |    |     |    |        |